# Polychlorobiphényle
Pour les articles homonymes, voir PCB et BPC.
Les polychlorobiphényles (PCB), aussi appelés biphényles polychlorés (BPC), ou encore parfois improprement dits « pyralènes » (du nom commercial d'un produit de Monsanto à base de PCB autrefois très utilisé en Europe dans les transformateurs) forment une famille de 209 composés aromatiques organochlorés dérivés du biphényle.

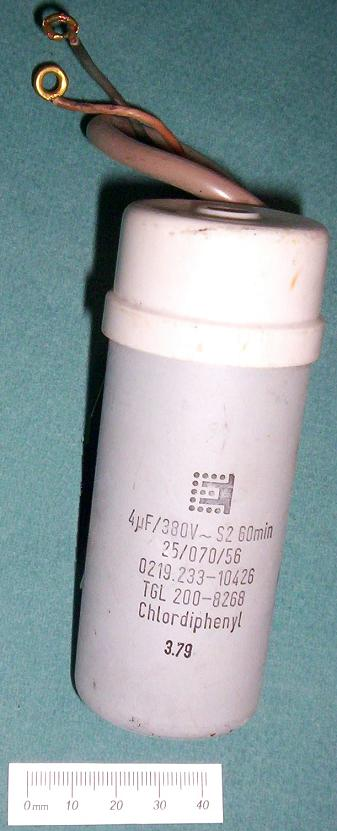
Exemple de condensateur contenant des PCB, pour ses propriétés diélectriques.

Ils sont industriellement synthétisés, et chimiquement proches des polychloroterphényles, polychlorodibenzo-furanes et des dioxines.
Ce sont (selon leur teneur en chlore) des liquides plus ou moins visqueux, voire résineux, insolubles dans l'eau, incolores ou jaunâtres, à forte odeur aromatique.
Très stables à la chaleur, ils ne se décomposent qu'à des températures dépassant 1 000 °C. Leur inertie chimique les rend peu sensibles aux acides, bases et oxydants. Ils peuvent dissoudre ou ramollir certains caoutchoucs et matières plastiques.
Les PCB sont toxiques, écotoxiques et reprotoxiques (y compris à faible dose en tant que perturbateurs endocriniens).
Ce sont des polluants ubiquitaires (présents dans différents milieux) et persistants (demi-vie de 94 jours à 2 700 ans selon les molécules). Leur toxicité (en équivalent-toxique) est réputée varier selon leur poids moléculaire (cf. nombre d'atomes de chlore) et selon la configuration spatiale de leurs molécules. Très liposolubles, ils font partie des contaminants bioaccumulables fréquemment trouvés dans les tissus gras chez l'humain (dont le lait maternel). Ils sont classés comme « cancérogènes pour l'homme » (groupe 1 du CIRC) et conduisent au développement de mélanome malins, de lymphomes non Hodgkiniens et de cancers du sein.
L’alimentation est la première source d'exposition aux PCB (90 % de l’exposition totale, surtout via des produits d’origine animale : poisson, viande, œufs, produits laitiers).
En France, fabriquer et utiliser des PCB est interdit depuis 1987 et les préfets peuvent (par arrêtés préfectoraux) réglementer la pêche quand la contamination dépasse certains seuils.
L'analyse de sang ou de sérum permet de détecter une contamination car il y a une bonne corrélation entre les taux plasmatiques et les concentrations en PCB des tissus gras humains.

## Invention et usages

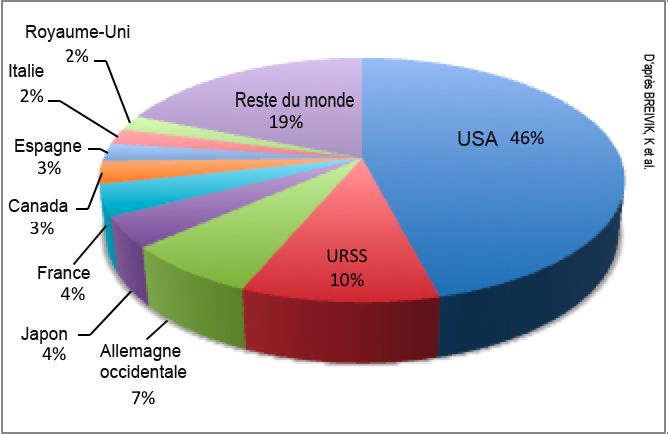
Pays les plus consommateurs de PCB (données uniquement indicatives, car basées sur des calculs théoriques prenant le PIB en tant que référence

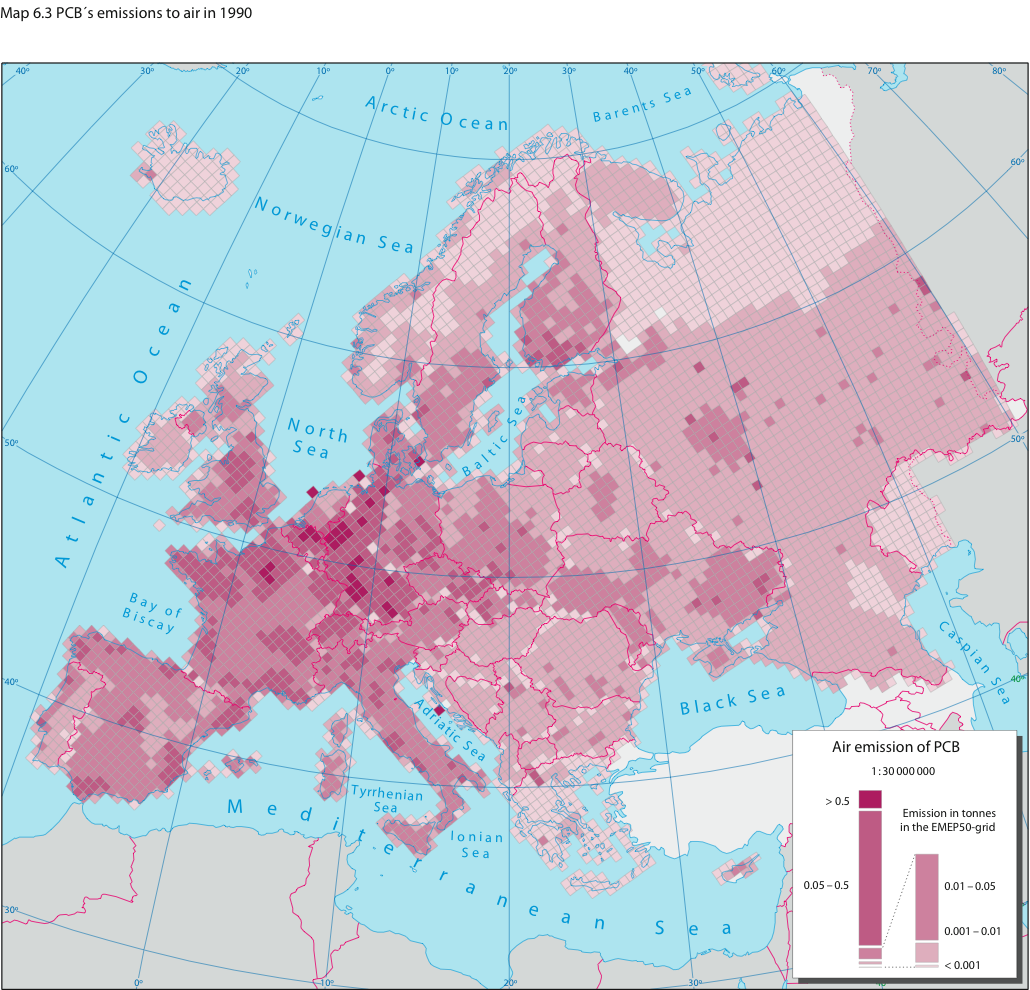
Émissions de PCB dans l'atmosphère en Europe en 1990 selon l'Agence européenne de l'environnement.

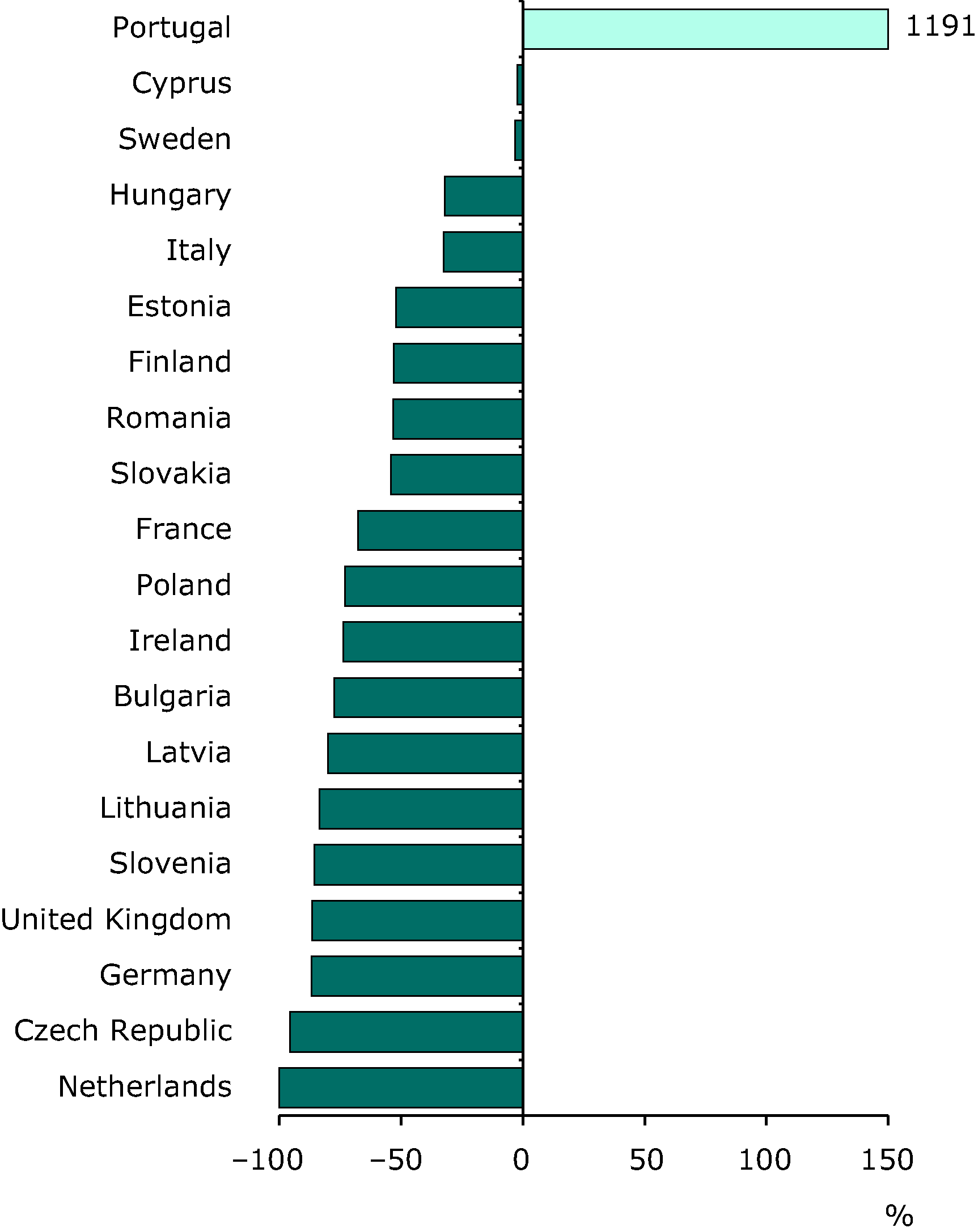
Selon les déclarations faites par les États-membres à l'Agence européenne de l'environnement, hormis au Portugal, les émissions directes de PCB dans l'air ont diminué en Europe durant la période 1990-2009

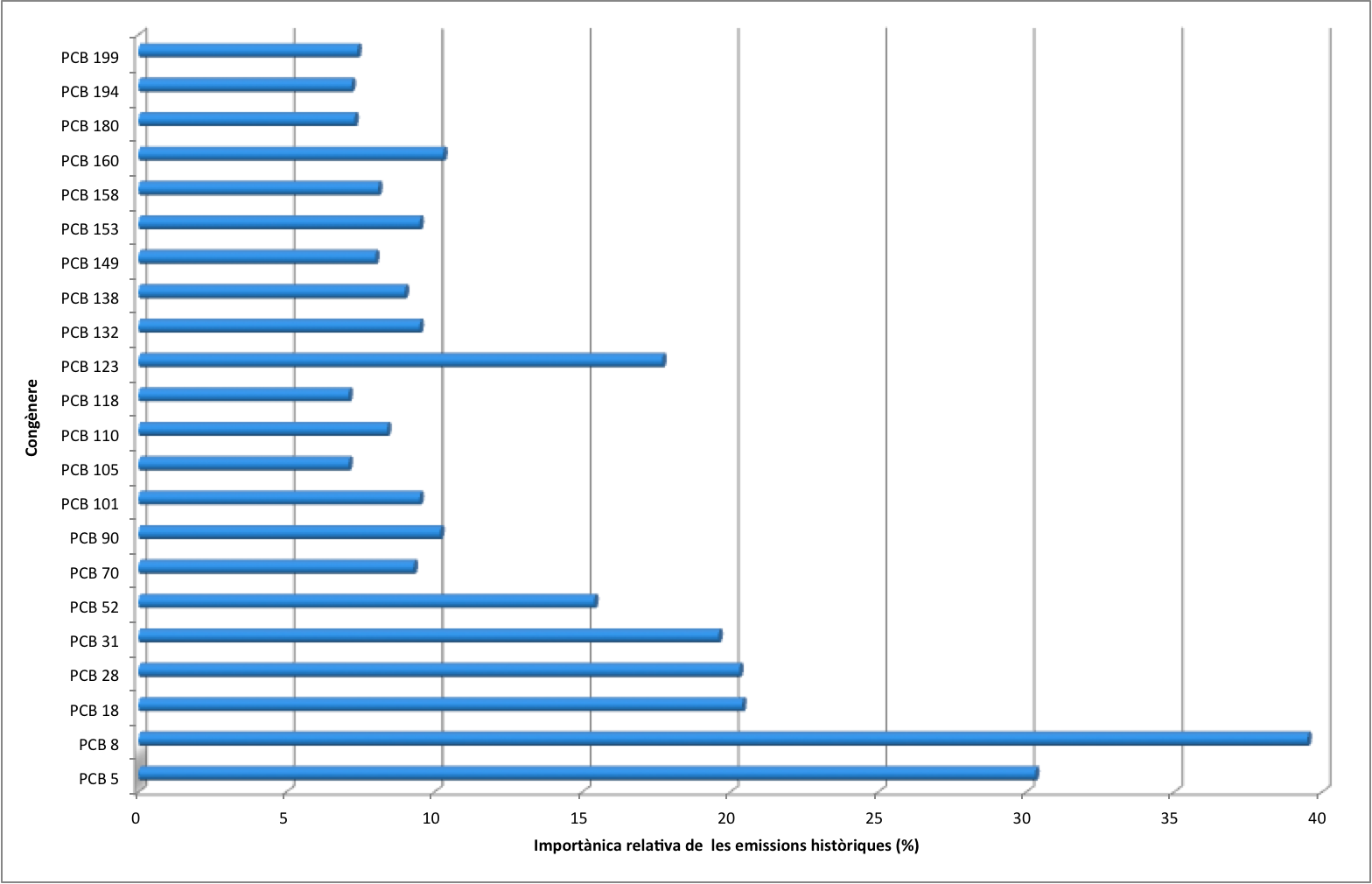
Importance relative (en %) des émissions historiques (par congénère chimique de PCB (estimation haute) selon Breivik K., 2002. Selon le type de molécule, le produit est plus ou moins persistant et/ou toxique. Des effets synergiques sont plausibles entre certains congénères ou entre certains congénères et d'autres contaminants

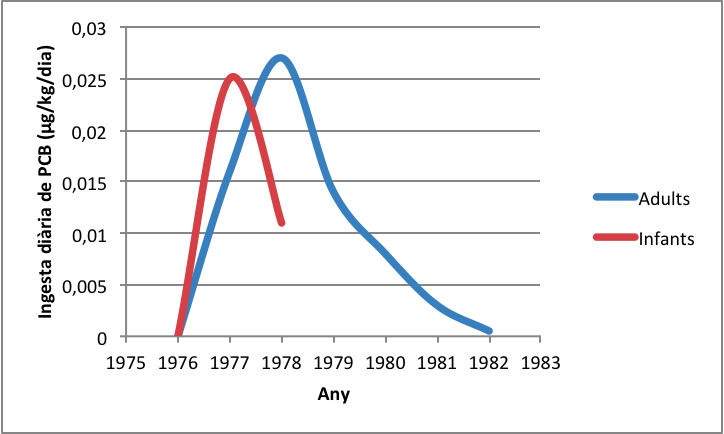
L'alimentation est la 1re source de contamination des organismes vivants.
Modélisation (faite en 1988) de l'évolution des quantités ingérées de PCB respectivement chez l'Adulte et chez l'enfant pour la période 1976-1982 ; période où les émissions de PCB dans l'eau, l'air et les sols ont commencé à diminuer à la suite de l'évolution de la réglementation

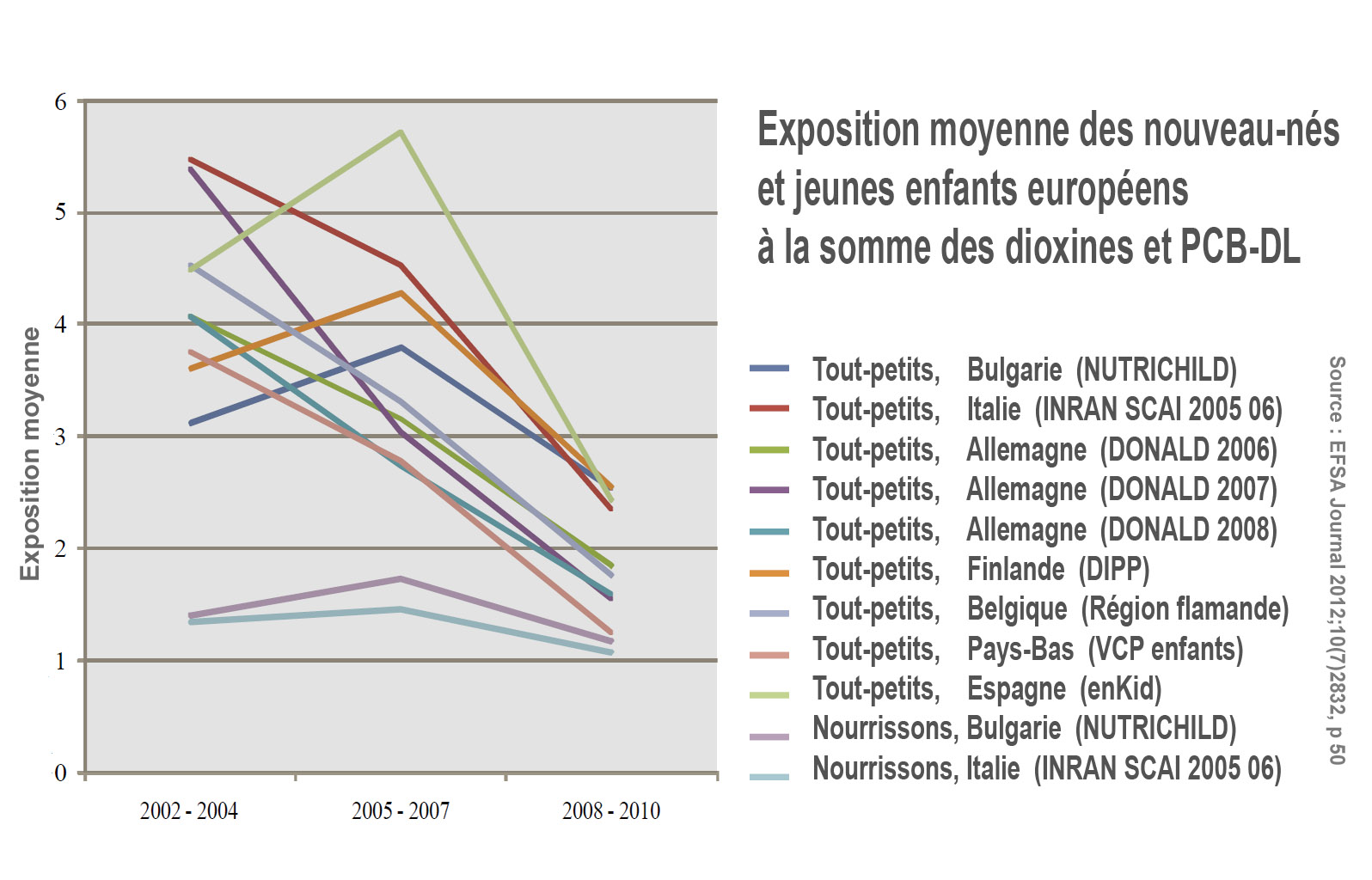
Indicateurs d'évolution récente de l'exposition moyenne enfants et nourrissons à deux familles d'organochlorés (dioxines + PCB et leurs homologues chimiques). C'est chez les enfants que cette diminution est la plus marquée, en raison notamment des efforts et contrôles faits pour la qualité du lait et des produits lactés.

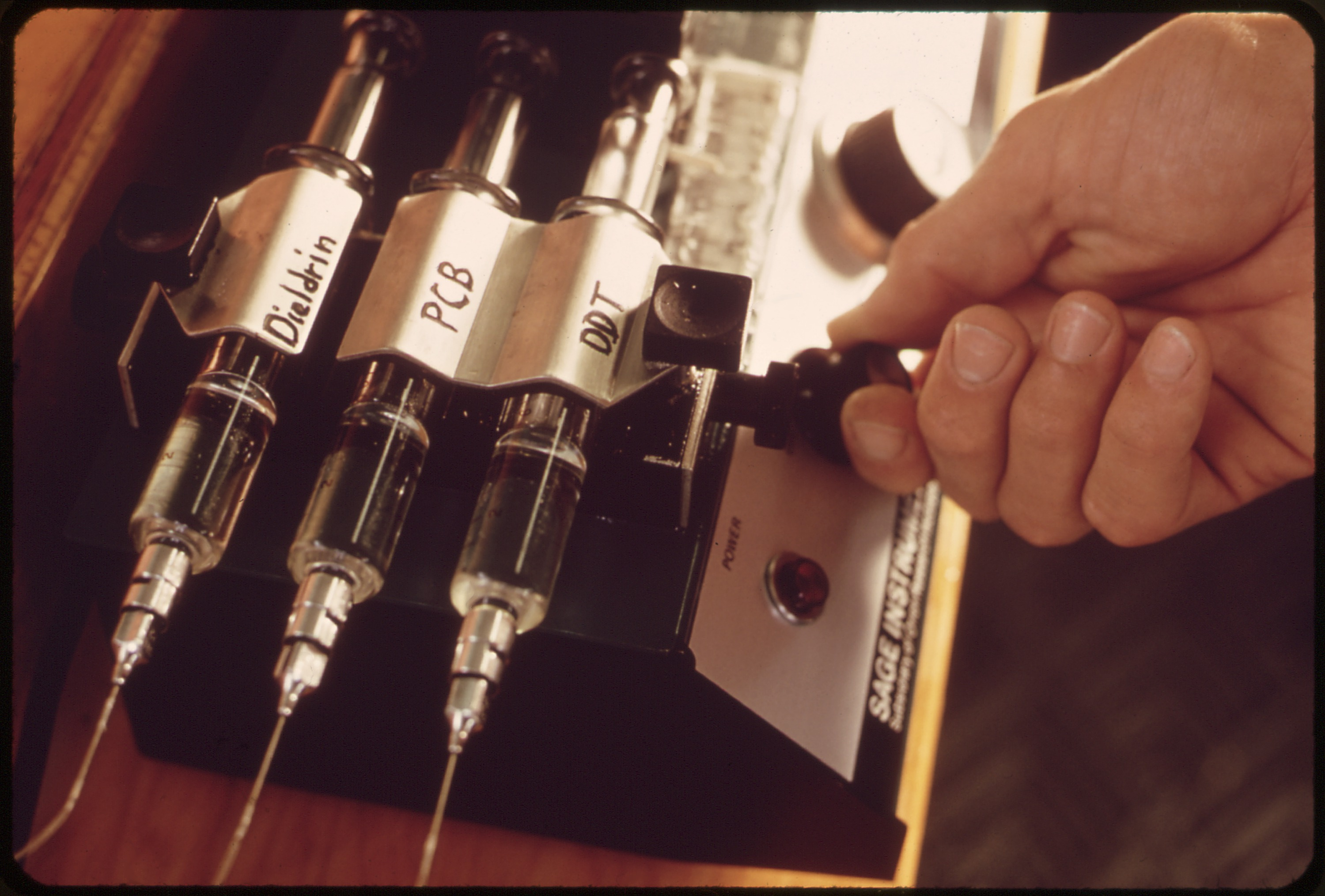
Dans un laboratoire de biologie de l'EPA (Gulf Breeze), un système « pompe-seringue » contrôle le débit précis de dose de trois polluants organochlorés (PCB, DDT et dieldrine) délivrés dans l'eau d'un élevage expérimental et fermé d'huitres, pour étudier les effets de ces polluants

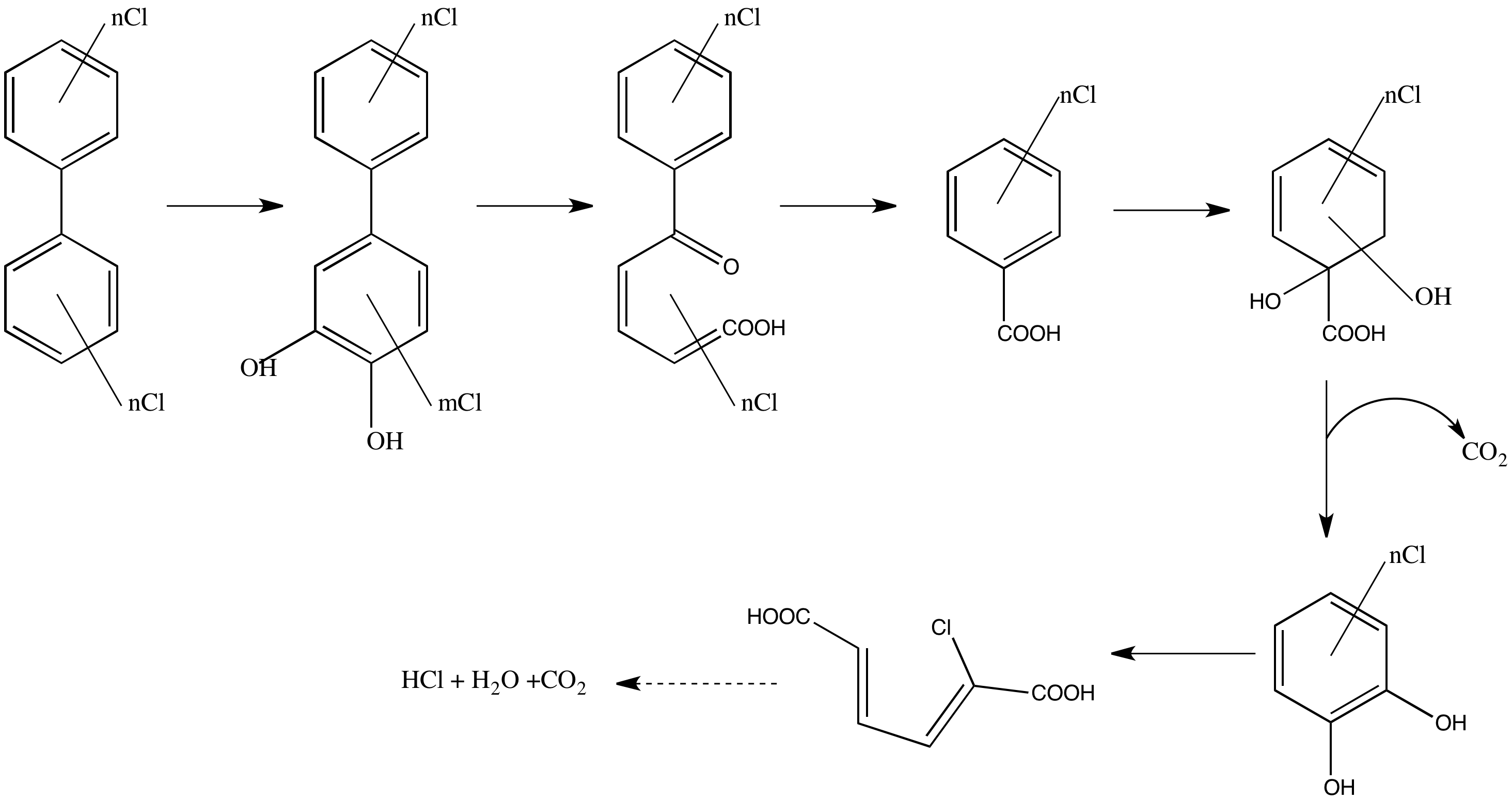
Schéma de principe des phases de la biodégradation aérobie des PCB selon Adriaens P 1994

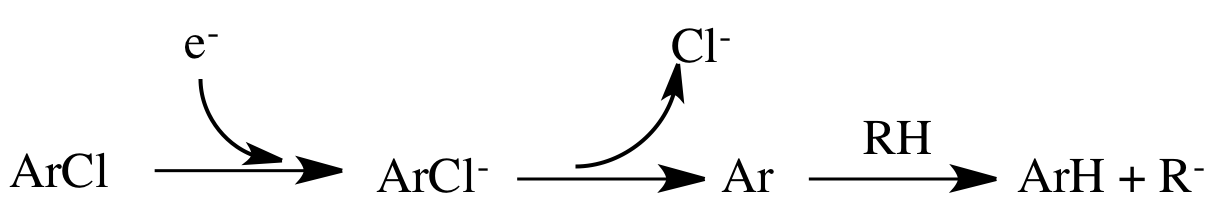
Schéma de biodégradation anaérobie (en l'absence d'oxygène) des PCB selon Abramowicz 1990

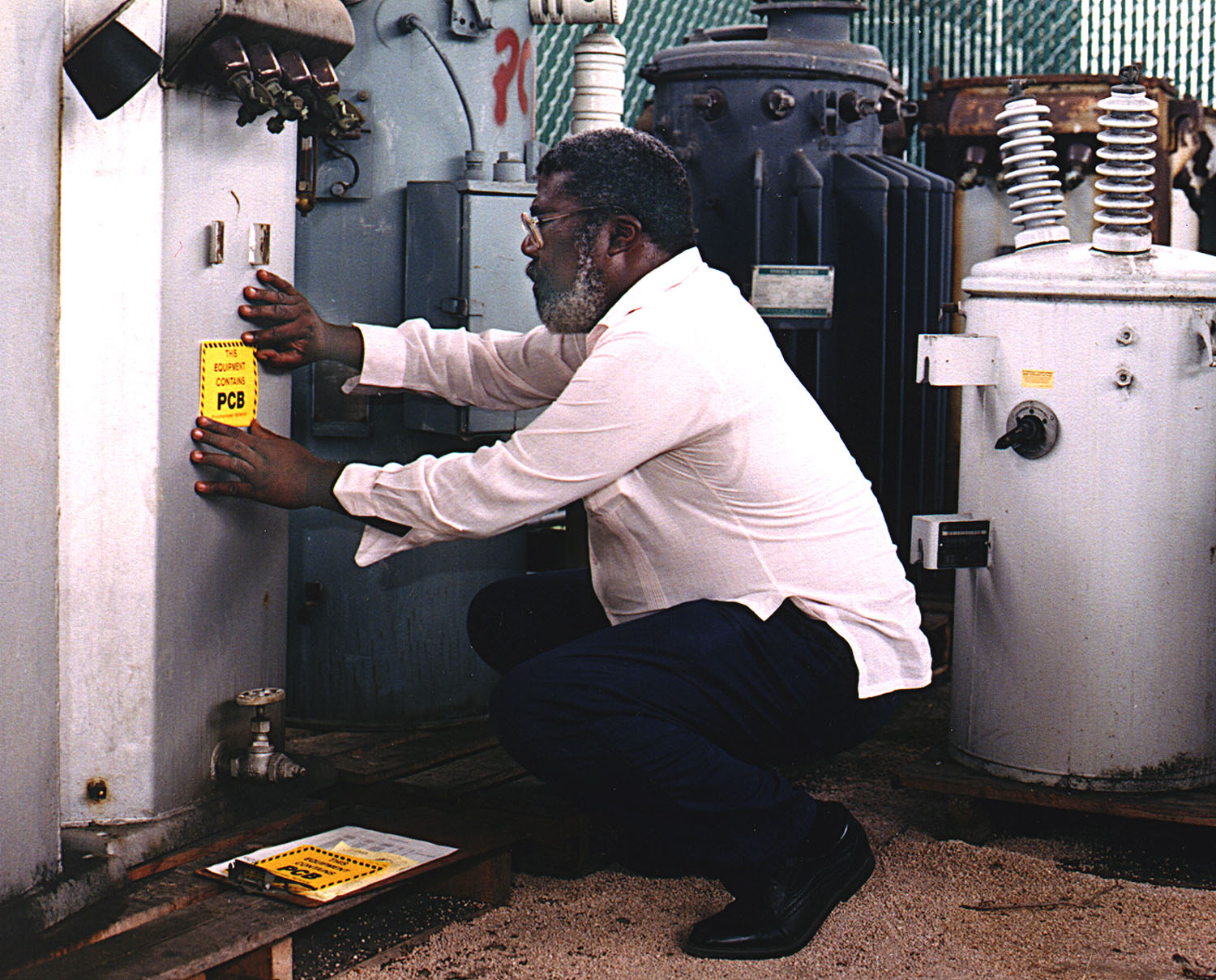
Pose d'étiquette informative sur différents transformateurs ou condensateurs contenant des PCB, en attente de leur décontamination (US Army corps of Engineers)

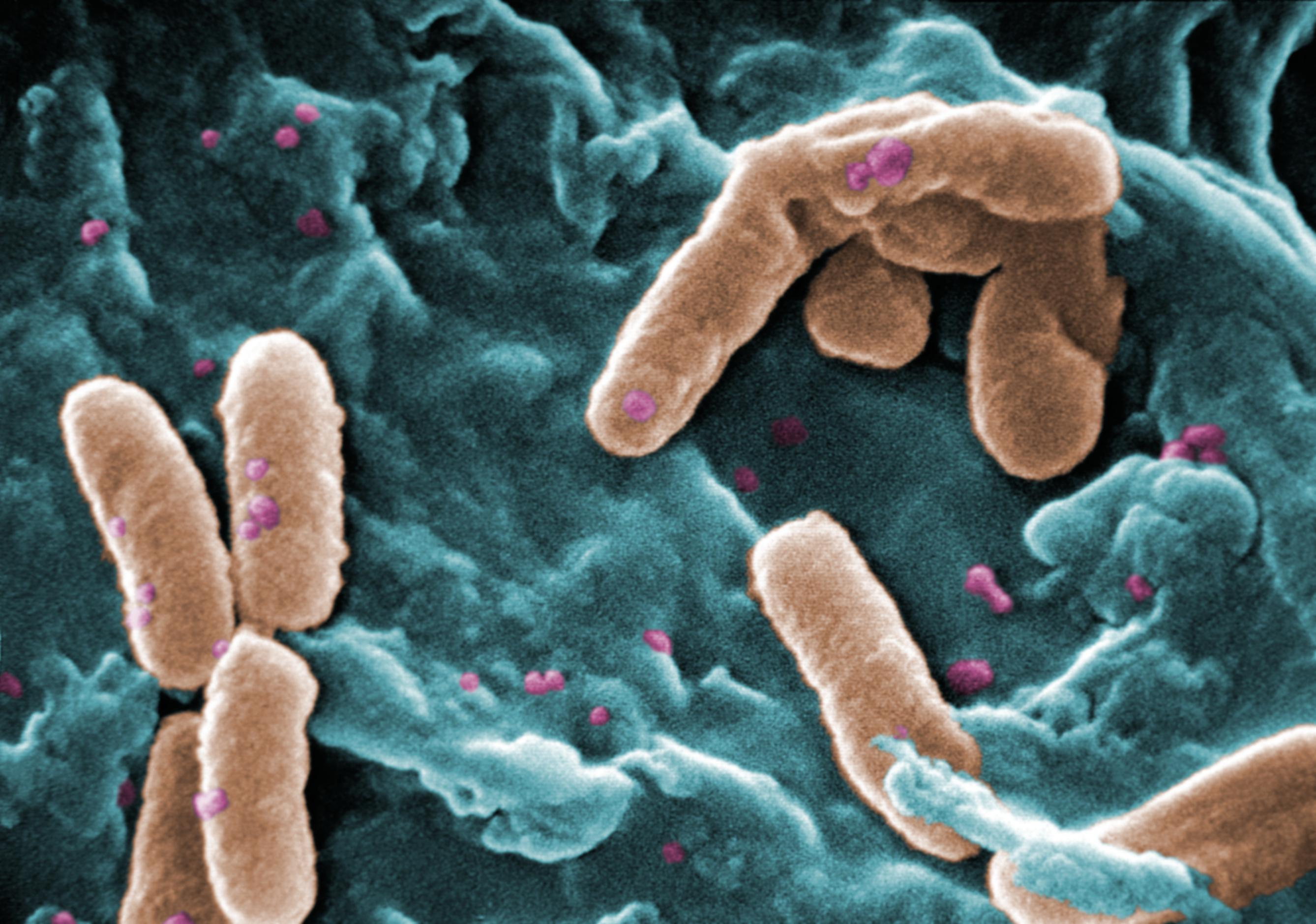
Image faite au microscope électronique de bactéries du groupe des pseudomonas dont certaines peuvent biodégrader les PCB

Les PCB sont synthétisés pour la première fois à la fin du XIXe siècle dans le cadre d'une course aux brevets pour des colorants artificiels obtenus à partir d'hydrocarbures. C'est aux chimistes allemands Hermann Schmidt et Gustav Schultz que l'on doit cette fabrication pionnière pour le compte de AGFA.
D'après C. Gramaglia et M. Babut (2014), les PCB ont été redécouverts dans les années 1930, faisant aussitôt l'objet d'une production industrielle à mesure que les moyens techniques permettaient de produire le biphényle à partir du benzène, à faible coût. C’est d'abord l’entreprise Swann Chemical Research Inc., puis son repreneur Monsanto Chemicals Co. installés à Anniston en Alabama et Saint-Louis, Missouri (USA), qui, entre les années 1930 et 1971, ont développé pour la première fois des formules commerciales d’huiles et de résines à base de PCB vendues sous le nom d’Aroclor. La prospérité des PCB est avant tout due à leur utilisation en tant qu'isolants dans les condensateurs et les transformateurs électriques de General Electric Co. (GE), de 1930 à 1977.
Les PCB sont apparus aux chimistes du début du XXe siècle intéressants pour leurs propriétés diélectriques.

Les principaux pays producteurs ont été l'Autriche, la Chine, la Tchécoslovaquie, la France, l’Allemagne, l’Italie, le Japon, l'ex-URSS, l’Espagne, le Royaume-Uni et les États-Unis.

### Usages
Comme isolants électriques presque ininflammables et pour leurs excellentes caractéristiques diélectriques et de conduction thermique, les PCB ont été massivement utilisées des années 1930 aux années 1970 dans :
- des transformateurs électriques ;
- des condensateurs ;
- des sectionneurs de puissance ;
- des isolateurs, dans les environnements à très haute tension (THT) ; ils étaient alors mélangés à des chlorobenzènes (également toxiques) ;
- des fluides caloporteurs, par exemple dans les environnements à risque d'incendie, dont les navires transportant des carburants (pétrole, gaz) ;
- des fluides hydrauliques en contexte à risque ou de contraintes thermiques (mines…) ;
- des moteurs de pompe ;
- des fours à micro-ondes ;
- comme additifs d’huiles minérales ou de produits de soudures ;
- dans certains adhésifs ;
- dans des peintures ;
- et jusque dans des papiers autocopiants.

La toxicité aigüe des PCB a été constatée dès les années 1930 chez les ouvriers fabriquant et manipulant les produits,.

## Tonnages
La quantité totale de PCB non-détruits est inconnue. Il en existe des stocks importants, et un volume très significatif a été diffusé dans l'environnement. À titre d'exemple :
- la DGXI de l'Europe a estimé en 1994 qu'il en restait 200 000 tonnes (liquide) dans l'Europe des 15 (rien que venant des transformateurs et condensateurs à détruire). La France (en raison de sa forte électrification et nucléarisation), puis l'Italie et l'Allemagne en détenaient la plus grande quantité (avec respectivement 45 000 t, 45 000 t et 30 000 t) alors que la Grèce, le Portugal et l'Irlande semblaient disposer des plus petites quantités ;
- Environnement Canada a pour sa part estimé en 1993 que le Canada disposait de 172 722 tonnes métriques de matériaux contenant des PCB, dont 95 718 tonnes de terres polluées et 6 265 tonnes métriques de PCB liquide[15].

## Contamination environnementale
L'Union européenne reconnaît manquer de données concernant l'alimentation animale et constatait encore en 2012 que les analyses de laboratoires chargées des contrôles officiels sont souvent imprécises : « bien qu’il soit possible de parvenir à une limite de quantification inférieure, on constate qu’un grand nombre de laboratoires chargés des contrôles officiels appliquent une limite de quantification de 0,5 ng/kg de produit, voire de 1 ng/kg de produit »
Les sols conservent les polluants organiques persistants (POP) durant au moins des décennies, voir des siècles. Les PCB peuvent y être aéroportés (les retombées atmosphériques sont significatives à localement importantes et sur les feuillages). Elles contribuent à la pollution à faible dose le plus souvent, mais générale du « fond pédogéochimique ». Mais (à partir de l'air ou des sols) les PCB semblent surtout véhiculés par l'eau puis rapidement stockés dans les sédiments car peu solubles dans l'eau. Parce que liposolubles, on les trouve ensuite concentrés dans la biomasse animale (bioturbation).

Au début des années 2000, on mesure des différences de contamination des sols d'un facteur 1000 entre les échantillons superficiels de sols du Groenland et d'Europe de l'Ouest : de 26 à 97 000 pg de PCB par gramme de sol sec (congénères/homologues inclus). Les sols de l'hémisphère nord se trouvent largement plus contaminés qu'ailleurs et la quantité de retombées atmosphériques a été estimée (2003) à 21 000 tonnes.
Les émissions ont beaucoup diminué et leurs concentrations semblent aujourd'hui faibles dans la plupart des pays (de quelques nanogrammes/gramme de sol ou sédiment hormis dans quelques hot-spots d'origine accidentelle : casse ou incendie de transformateur au pyralène par exemple) ou industrielle (jusqu'à plusieurs milligrammes/gramme). Mais de nombreuses études montrent qu'ils se sont accumulés dans presque tous les milieux et concentrés dans le gras de nombreuses espèces aquatiques notamment. Cela pose problème pour de nombreuses espèces de mammifères, poissons et oiseaux carnivores ou se nourrissant dans les sédiments. En Europe, on commence à étudier le réseau trophique aquatique via des bioindicateurs ou bioconcentrateurs, par exemple l'anguille d'Europe (très bioaccumulatrice de PCB) ou le barbeau ou la brème qui le sont un peu moins. Ils peuvent être comparés à des espèces peu bioaccumulatrices de PCB (gardon, perche, sandre ou vandoise).
En raison de leurs caractéristiques chimiques (liposolubilité notamment) et de leur rémanence (longue durée de vie liée à leur stabilité chimique et leur très faible biodégradabilité), les PCB sont des polluants encore fréquemment trouvés dans l'environnement : à proximité des lieux de production et d'élimination, sur les lieux d'accident, dans les sédiments sur de vastes zones, et par suite dans certaines boues de curage. On cherche à modéliser leur cinétique environnementale, en particulier en mer avec des modèles tridimensionnels numériques (par exemple en mer Noire). Les poissons marins et d'eau douce et leurs prédateurs (ex : loutre, phoque et oiseaux piscivores) comptent parmi les organismes souvent contaminés. La consommation de poissons semble être la principale voie de contamination pour l'homme.

## Effets sur l'environnement
Les effets écotoxicologiques des faibles doses de PCB, et des synergies à long terme sont quasiment inconnus.
Selon Hélène Budzinski, écotoxicologue, « les lacunes qu'il nous reste à combler sont périphériques : comprendre l'effet chronique des faibles doses en mélange, savoir précisément d'un point de vue épidémiologique, environnemental, l'impact imputable aux PCB ou en lien avec ces composés mais associés à d'autres contaminants ». Les 209 PCB connus, dont 135 sont présents dans l'environnement, peuvent présenter des sous-produits d'oxydation dont les effets sont encore très peu étudiés.
Les PCB sont bioaccumulables dans le réseau trophique notamment par les poissons gras et de leurs prédateurs dont oiseaux pêcheurs et mammifères marins tels que cétacés.

Certains animaux prédateurs mobiles et grands migrateurs (phoques et cétacés en particulier) peuvent aussi les « exporter » (phénomène dit de « bioturbation ») dans des régions éloignées des sites pollués, via leurs déplacements et leurs cadavres à cause de la place qu'ils occupent dans la chaîne alimentaire.

Les anguilles, qui se nourrissent volontiers dans les sédiments et accumulent des graisses lors de leur vie dans les fleuves et les estuaires pour leur future migration, sont particulièrement concernées. Mais des animaux non-gras tels que les amphibiens peuvent aussi en accumuler de grandes quantités. Ainsi des foies de Rana catesbeiana échantillonnées dans 2 sites contaminés par une décharge contenaient de 2,33 et 2,26 ppm de PBB (soit jusqu'à près de 50 fois plus que les 0,05 ppm trouvés chez les grenouilles vivant dans un site de référence). Une autre espèce (Rana clamitans R.) avait sur ces sites aussi accumulé des taux élevés de PB (2,37 et 3,88 ppm, respectivement) que ceux du site de référence (0,02 ppm). Aucune variation temporelle des taux de PCB n'a été observée entre 1992 et 1993 chez ces deux espèces. Des PCB ont été recherchés dans le foie de couleuvres d'eau Nerodia sipedon (consommateurs de grenouilles). Les taux en étaient significativement plus élevés (13,70 ppm) dans le bassin versant contaminé que ceux sur le site de déchets lui-même (2,29 ppm) et dans deux sites de référence (2,50 et 1,23 ppm). Comparativement aux grenouilles, la bioaccumulation a été significativement plus élevée chez les couleuvres dans le bassin versant contaminé, mais aucune différence significative n'a été observée dans les concentrations de PCB par rapport à la taille ou au sexe ou à la masse corporelle des grenouilles et des serpents. Des PCB ont aussi été détectés dans les œufs de grenouilles et de serpents. Les résultats de cette étude fournissent des données de base et permettent de documenter la bioaccumulation des résidus de PCB dans les tissus de grenouilles et de serpents. Des PCB ont ensuite aussi été trouvés dans le plasma de couleuvres nord-américaines 
Les effets sur la reproduction, la survie, la croissance, le développement, et la dynamique des populations des amphibiens ou serpents contaminés dans les habitats pollués sont encore inconnus.

## Exposition humaine

Les PCB de type dioxine

Elle est apparue avec le développement de l'industrie du chlore et des organochlorés. Elle a été maximale à la fin du XXe siècle et décline, au moins dans certains pays. Ainsi, en Europe (UE-26), selon l'Autorité européenne de sécurité des aliments (AESA), pour 61 de 68 groupes observés en Europe, on observe (de 2000 à 2010) une diminution de l'exposition alimentaire, mais cette amélioration varie beaucoup (de 2 à 75,6 %) selon le groupe de population observé.
Les matières animales grasses sont la première source d'exposition alimentaire pour l'Homme. Les taux de PCB sont principalement liés à la consommation de poisson, mais d'autres facteurs sont importants dont la consommation de lait, premier aliment de la vie, souvent très consommé dans l'enfance. Pour cette raison, l'alimentation des habitants de l'archipel espagnol des Canaries a été étudiée par l'université de Las Palmas, de manière détaillée. Ils comptent en effet parmi ceux qui boivent le plus de lait en Espagne et en Europe, alors que - l'île ayant une balance commerciale agricole très déficitaire - l'essentiel du lait y est importé.

Les pesticides organochlorés et PCB ont été quantifiés dans 26 marques de lait (16 issues de l'agriculture intensive et 10 issus de marques « bio »). Résultats (publiés en 2012) : de l'hexachlorobenzène, du trans-chlordane et un PCB (PCB153) étaient présents dans presque tous les échantillons, indépendamment du type de lait ; les taux de pesticides organochlorés étaient « très faibles », et plus bas dans les laits « bio » que dans ceux issus de l'élevage conventionnel, avec une dose journalière ingérée inférieure à la dose journalière tolérable (DJT, déterminée par les agences internationales), mais dans ces mêmes laits, si les taux de PCB étaient également « très faibles », contrairement aux pesticides organochlorés, ils présentaient des teneurs plus élevées dans les laits « bio » que dans les laits « conventionnels ». Les chercheurs ont en outre été surpris de trouver dans les deux types de lait des taux de PCB de type dioxine (PCB-DL) atteignant 25 pg TEQ-OMS par gramme de graisse dans le percentile 75, mettant en évidence que plusieurs marques étaient « fortement contaminés par ces substances toxiques », au point que les personnes consommant les marques de lait les plus contaminés peuvent chaque jour largement dépasser la dose journalière recommandée dans l'Union européenne (2 pg WHO-TEQ par kg b.w. par jour), ce qui est « préoccupant si l'on considère les effets bien connus pour la santé exercée par les composés de type dioxine » alertent les chercheurs. De plus, l'embryon et le fœtus peuvent déjà avoir été excessivement exposés à ces produits in utero, y compris dans ce même archipel des Canaries, bien que ce territoire soit très éloigné des sources habituelles industrielles ou agricoles d'organochlorés, comme cela a été montré en 2009 par une étude ayant porté sur cent femmes enceintes de l'île de Tenerife (l'une des îles Canaries). On avait aussi constaté dans ces îles que le sérum dosé chez 1259 femmes enceintes par une étude de 2011 contenait du PCB153 (dans 95 % des cas). En 2012 une nouvelle étude a montré que de nombreux fromages (bio, y compris) étaient contaminés.
De manière générale, les taux de pesticides organochlorés augmentent chez les femmes enceintes avec l'âge, mais il chute chez les femmes qui ont allaité sur une durée de 12 mois cumulés ou plus, probablement en exposant alors un peu plus l'enfant allaité. 
L'indice de masse corporelle était positivement associé aux taux de pesticides organochlorés dans les sérums de femmes enceintes, mais inversement proportionnel au taux de PCB.
En France, selon l'InVS (14 mars 2011), d'après les analyses faites en 2006-2007 chez 3 100 personnes dans le cadre du programme national nutrition santé (PNNS), le sang des français contient beaucoup plus de PCB que celui des Allemands et 4 à 5 fois plus que celui des Américains. 3,6 % des femmes en âge de procréer présentent une concentration en PCB totaux supérieure au seuil de 700 ng/g de lipides défini par l'Agence française de sécurité sanitaire des aliments (Afssa) et 0,4 % des autres adultes présentent une concentration supérieure au seuil de 1 800 ng/g de lipides.

En 2012, l'AESA a suggéré que les statistiques européennes manquaient cependant de fiabilité et que la stratégie européenne d'échantillonnage des aliments et des groupes de consommateurs devrait être redéfinie, avec en attendant une utilisation prudente des statistiques européennes, pour les raisons suivantes :
- l'amélioration temporelle observée peut certes résulter de mesures européennes de gestion du risque et de réduction de l'exposition de la population européenne, mais des méthodes analytiques plus précises, ainsi que des variations temporelles dans les méthodes et plans d'échantillonnage pourraient aussi être en cause, met en garde l'AESA[33] ;
- certaines données anciennes ont peut-être conduit à surestimer la contamination alimentaire réelle mais, inversement, la surreprésentation de graisses végétales et la sous-représentation (graisses animales et certains aliments composés dont gibier à poils ou à plume et certains poissons ou encore les liants et additifs anti-agglomérants[34]) ou l'exclusion de certains aliments des plans d'évaluation de l'exposition a également conduit à une sous-estimation de l'exposition totale pour certains groupes de population[33] ;
- ces statistiques européennes ont fusionné celles de tous les pays sans pondération selon leur représentativité, sans ajustement au vu des estimations des tendances de contamination. L'exposition estimée pourrait ne pas refléter la situation réelle de certains groupes de population[33]. De plus, certains pays n'ont communiqué des données que pour certains groupes d'aliments ou pour certains types de dioxines ou PCB (l'Estonie, la Lituanie et le Luxembourg n'ont fourni des données que pour les produits de la pêche)[33]. Les autres pays ont couvert plusieurs groupes d'aliments (poissons, viandes) mais aucun des pays n'a couvert tous les groupes d'aliments d'origine animale définis par la législation européenne[33].

Lors des études comparatives, il convient de bien prendre en compte l'unité exprimant les résultats (par exemple en matières grasses, en poids total, sec ou humidité), car elle affecte considérablement l'estimation du risque et de l'exposition réelle.

## Normes
- La dose tolérable hebdomadaire (Tolerable Weekly Intake ou TWI) a été fixée à 14 pg TEQ/kg b.w en Europe. En 2010, selon l'AESA, elle était dépassée chez 1 à 52,9 % de la population, selon les groupes étudiés[9].
- En Europe, une directive[35] interdit l’utilisation des produits destinés aux aliments pour animaux dont les teneurs en substances indésirables dépassent certaines teneurs (définies dans son annexe I).

## Gestion du risque
Une attention particulière est à porter aux enfants, chez qui la première source de contamination est le lait et les produits laitiers, alors que les poissons, la viande et les fruits de mer le deviennent chez les adolescents et jusqu'à la vieillesse.
De façon générale, la gestion privée, publique et règlementaire du dossier PCB en Europe a été basée sur la réduction à la source et la destruction des stocks connus des autorités. Cette approche semble atteindre ses limites, au vu de la quantité de produits mise en circulation, laquelle continue à se bioaccumuler dans les organismes vivants et qui, pour partie, restera longtemps susceptible de continuer à circuler. 
Par exemple, le canton suisse Fribourg a mis en évidence une contamination de la rivière par des PCB et/ou dioxines émanant d'une décharge désaffectée La Pila située à Hauterive en bordure de rivière. Cette ancienne décharge est aujourd'hui enforestée et abrite, semble-t-il, des déchets qui provenaient d’une usine de condensateurs. Plus de 4 000 décharges de ce type ont été recensées en Suisse, dont une centaine dans le seul canton de Fribourg
Ce type de produit, quand il est recherché, est trouvé dans de nombreux bassins et estuaires et ports estuariens car l'estuaire est un lieu « normal » de dépôt et d'accumulation de contaminants transportés par les fleuves ou leurs planctons, algues et animaux (via les phénomènes de bioturbation et de bioconcentration). En aval des bassins versants urbanisés et industrialisés, les estuaires risquent d'être presque tous concernés. Au vu du nombre de productions alimentaires qui vont devoir gérer cette problématique durant une longue période, de nombreux acteurs attendent une position claire des instances européennes qui ont coordonné la gestion de cette problématique, et que les estuaires soient de manière urgente reconnus comme des lieux particuliers nécessitant un suivi et une gestion prenant en compte les faits, qui doivent être accessibles.

## Technologies de destruction des PCB
La loi impose aux propriétaires de gérer les PCB dont ils prônent l’utilisation. Que ce soit en les détruisant ou en les entreposant, les différentes techniques doivent être mises en œuvre de façon sécurisée jusqu'à ce que les PCB soient détruits conformément aux directives en vigueur (nationales, européennes, etc.).
Trois méthodes sont communément pratiquées par plusieurs pays :

### Incinération
Les PCB sont extrêmement stables et ont une température de combustion très élevée (de 1 100 °C à 1 300 °C,). Une température élevée des gaz de combustion est nécessaire avant, pendant et après l'incinération pour éviter la formation de dioxines et de furanes lors de la condensation des gaz. Trois grands types d’incinérateurs peuvent détruire des PCB ; à injection liquide, à four rotatif ou par chaudière à haut rendement. Le Canada semble avoir privilégié le four rotatif, jugé avantageux car permettant une destruction totale des PCB. De ce fait, une économie sur les coûts de combustible après l'incinération est assurée ainsi qu’une combustion non polluante en situation d'urgence. La combustion mal contrôlée à haute température de composés organiques chlorés peut encore produire des fumées à forte concentration de dioxines cancérigènes et toxiques.

### Technologies chimiques, thermochimiques et mécanochimiques
Des huiles minérales peuvent d'abord être décontaminées par un procédé chimique au sodium. Le sodium réactif permet d'éliminer les atomes de chlore de la molécule de PCB (ce chlore étant à la source du danger des PCB) et produit du polyphénylène et du chlorure de sodium. L'huile minérale décontaminée peut être réutilisée, mais cette technique très coûteuse produit un volume élevé de déchets à forte teneur en sels.

Les procédés thermochimiques reposent eux sur l'injection d'hydrogène afin de remplacer l'air occupant l'espace libre. Lorsque l'oxygène est éliminé, les PCB ne peuvent être oxydés en dioxines. Afin d’amorcer la réaction, le contenu du réacteur est chauffé à des températures supérieures à 850 °C. Les PCB subissent une réaction de réduction chimique, dans laquelle chacun des atomes de chlore est remplacé par un atome d'hydrogène. Le cycle biphénylique hydrogéné se fragmente alors pour produire deux molécules de benzène. Ce procédé n'émet aucun gaz de combustion, mais produit un volume significatif de déchets toxiques. Un autre procédé australien « mécanochimique » est basé sur un processus de collisions où le réactif, (oxyde de calcium), est placé dans un broyeur à billes d'acier. Sous l'effet de la collision des billes, certaines réactions chimiques seraient accélérées et entraîneraient par ce fait même une décomposition « virtuelle » des déchets. Contrairement aux deux autres procédés, il ne nécessite aucun apport de chaleur et les déchets se trouveraient convertis sans danger pour l’environnement.

### Dégradation biologique
Durant les 30 ans où des PCB ont été « incubés » en présence de bactéries anaérobies, l'évolution et les échanges génétiques ont fait émerger de nouvelles souches bactériennes ayant une action déchlorante sur les PCB, par exemple dans le fleuve Hudson.

Des chercheurs,,, étudient pour les reproduire ou les amplifier (en réacteur sous conditions contrôlées) ces processus naturels observés de biodégradation des PCB.
La lente biodégradation existant dans la nature se fait en deux phases :
1. des bactéries anaérobies peuvent d'abord progressivement déchlorer les PCB[45],[46],[47],[48] ;
2. les cycles biphényliques déchlorés, s'ils sont transférés en condition aérobie (sur l'écotone Eau-Sédiment par exemple ou sur le biofilm émergé) sont alors accessibles à certaines bactéries à action oxydante qui peuvent en poursuivre la biodégradation.

Une large décontamination in situ demande cependant encore des études (dont sur l'éventuelle toxicité de certains métabolites). Ceci peut prendre de nombreuses années, voire plusieurs décennies.
Les champignons ou des enzymes extraits de champignons pourraient aussi dans le futur contribuer à dégrader de nombreux organochlorés (fongoremédiation...).

## Effets sur la santé humaine
Cette section contient des informations obtenues de différentes sources,,.

### Toxicité
La toxicité des PCB n'est plus discutée, mais selon le documentaire « Le monde selon Monsanto », Monsanto aurait eu connaissance de la toxicité des PCB au moins dès 1937, et a contaminé la ville d'Anniston en Alabama sans précaution « pour ne pas perdre un dollar de vente ». 
Dans le procès « Abernathy v. Monsanto », le 23 février 2002, le jury déclare Monsanto et Solutia coupables d’avoir pollué « le territoire d’Anniston et le sang de sa population avec les PCB ». Ce n'est que dans les années 1980-1990, avec les progrès de l'instrumentation de mesure que les scientifiques ont pu alerter avec certitude.

#### Chez l'animal
- Chez la souris de laboratoire, la dose létale 50 à huit jours[55] n'est que de 0,7 g de PCB par kg d'animal.
- Les PCB sont considérés comme Substances indésirables dans les aliments pour animaux (qui peuvent les bioconcentrer), et interdites au-delà de certains seuils en Europe et dans d'autres régions du monde dans l'alimentation animale[56] y compris dans les additifs alimentaires pour animaux, dont « Argiles kaolinitiques, vermiculite, natrolite-phonolite, aluminates de calcium synthétiques et clinoptilolite d’origine sédimentaire »[56] et autres additifs « appartenant au groupe fonctionnel des composés d’oligo-éléments », avec toutefois deux exceptions (les aliments composés destinés aux animaux domestiques et aux poissons où l'on tolère 3,6 à 4 fois plus de PCB que pour les animaux d'élevages destinés à être consommés[56], et les aliments destinés aux élevages d'animaux à fourrure où aucune limite de teneur n'est imposée[56]. Le règlement précise cependant[56]« Les produits et protéines animales transformées issus de ces animaux (animaux à fourrure, animaux domestiques, animaux de zoo et de cirque) ne peuvent entrer dans la chaîne alimentaire, et leur utilisation est interdite dans l’alimentation des animaux d’élevage gardés, engraissés ou élevés pour la production de denrées alimentaires ». Ce même règlement ajoute que « Dans de nombreux cas, il peut ne pas être nécessaire de procéder à une enquête en vue de déterminer la source de contamination, étant donné que le niveau de fond, dans certaines zones, est proche du seuil d’intervention ou supérieur à celui-ci. Toutefois, si le seuil d’intervention est dépassé, il y a lieu de consigner toutes les informations pertinentes, telles que la période d’échantillonnage, l’origine géographique, l’espèce de poisson, etc., dans l’optique de mesures futures pour gérer la présence de dioxines et de composés de type dioxine dans ces matières premières destinées à l’alimentation animale »[56].
- Chez les animaux sauvages, ce produit peut être bioconcentré tout au long de la chaine alimentaire et notamment affecter les carnivores, les rapaces[57], les nécrophages, notamment via le poisson chez les animaux piscivores.

#### Chez l'être humain
- On mesure la toxicité relative des différents congénères en termes d'équivalent-toxique, au moyen d'un tableau des TEF (= facteurs d’équivalence toxique) qui a été établi pour différents organochlorés (dioxines, furanes et PCB de « type dioxine » ou « Dioxin-like » pour les anglophones) par l'OMS pour l’évaluation des risques pour les êtres humains, en se basant sur les conclusions des experts du « programme international sur la sécurité des substances chimiques » (PISSC) de l’OMS, rendue en juin 2005, à Genève[58]. Pour les dioxines et les « PCB de type dioxine », l'OMS a proposé (2005), de nouveaux facteurs d’équivalence toxique remplaçant ceux fixés en 1998.
- Concernant l'alimentation en Europe, la Commission européenne a commandé à l'Autorité européenne de sécurité des aliments (AESA) un avis rendu dans un rapport scientifique « Results of the monitoring of dioxin levels in food and feed[59]» (tenant compte des nouvelles valeurs d'équivalence toxique de l’OMS et d'informations récentes recueillies par la Commission. 
À la suite de ce rapport[59], l'Europe a modifié les teneurs maximales et les seuils applicables aux dioxines et aux « PCB de type dioxine ». Un avis et sur les PCB autres que ceux de type dioxine a aussi été rendu par l'EFSA (à la demande de la Commission) à propos de leur présence dans les aliments pour animaux et dans les denrées alimentaires[60].
- En situation courante (hors contexte d'incendie ou de certains contextes professionnels), l'exposition humaine est essentiellement d'origine alimentaire (ingestion de PCB contenu dans les aliments ou boissons). Le risque varie selon l'âge des individus (le type d'aliments varie avec l'âge), et peut-être selon certaines vulnérabilités. Le degré d'exposition peut être lié à des situations particulières, accidentelle ou chronique. Dans les pays riches et de 1995 à 2010, l'exposition réelle a - depuis l'interdiction des PCB pour de nombreux usages - considérablement diminuée. C'est le cas en Europe notamment selon L'EFSA (UE-26 en 2012)[9], mais à la fin du XXe siècle, des PCB étaient retrouvés et le sont encore dans tous les tissus gras de l'Homme et notamment dans le lait[61] de l'être humain, dont il est un des principaux polluants[62], notamment dans les pays industrialisés, pauvres ou riches et chez les consommateurs de poisson, jusque chez les Inuits[63]. En 2010, la chair d'anguille et les foies de poissons restent les premières sources de PCB dans l'alimentation ; Les taux de dioxines et d'homologues DL-PCBs, et de PCBs non homologues des dioxines dépassaient les maxima légaux respectivement pour 10 % et 3 % des échantillons d'aliments analysés (respectivement pour 13 797 et 19 181 échantillons collectés dans 26 pays de l'Union européenne[9]. Six NDL-PCB constituaient 50 % de tous les PCB non-homologue des dioxines. La viande de mouton contient moins de dioxines et PCB que celle de bovins[9]. Les œufs venant de l'élevage en batterie en contenaient significativement moins (dioxines et PCB) que ceux de poules élevées en parcours libre (dont labellisés bio)[9]. Saumons, truites d'élevage en contiennent moins (en moyenne) que ceux capturés dans la nature. Les harengs, saumons et truites de la Baltique en contiennent plus (dioxines et PCB) que dans toutes les autres régions[9].
- On retrouve les PCB dans le sang des français. L’Agence française de sécurité sanitaire des aliments (Afssa) a évalué l’équilibre bénéfices/risques liés à la consommation de poisson (qui peut aussi être conjointement pollué par le méthylmercure[64]). Cet équilibre dépend non seulement de la quantité consommée, mais aussi du choix des espèces et de leur origine. L’Afssa recommande de consommer du poisson deux fois par semaine en associant un poisson à forte teneur en oméga-3 et un poisson maigre[65].
- des intoxications collectives ont montré (ex. : en 1968, à Yūshō (Japon), avec environ 1 800 personnes collectivement intoxiquées, victimes d'éruptions cutanées, des troubles digestifs et oculaires, d'engourdissements de membres... attribués six mois après à une contamination d'huile alimentaire par des PCB à la suite de la fuite d'un compresseur dans des proportions de 2 000 ppm (= 2 pour mille soit 0,2 %).
- Des intoxications professionnelles ou accidentelles (avec doses de 800 à 1 000 mg·kg-1 de PCB) ont induit des réactions cutanées (acné, hyper pigmentation, kératose, hyper sudation) avec impacts oculaires (œdème des paupières, larmoiements). Une fatigue générale, anorexie, amaigrissement, atteinte hépatique, bronchite, ou neuropathies périphériques, souvent avec régression dans l'année.
- Des perturbations endocriniennes peuvent également survenir en cas d'exposition in utero, ou de l'enfant ou du jeune adolescent à des PCB, ces produits étant des agents « féminisants » pouvant provoquer des malformations génitales, altérer la fonction normale de régulation du système endocrinien et avoir des effets dangereux sur le système reproducteur masculin, jusqu'à éventuellement l'infertilité (voir l'article Délétion de la spermatogenèse, plus détaillé sur ces aspects)[66].
- Dans les années 1980, des chercheurs sur la base d'études scientifiquement bien étayées ont alerté sur la fréquence de la contamination des jeunes enfants. Par exemple, on a montré en 1989 que la moitié des sérums échantillonnés chez 285 enfants de 4 ans du Michigan, contenaient des PCB. Ces derniers étaient de plus susceptibles d'agir en synergie avec d'autres toxiques ou perturbateurs endocriniens tels que des polybromobiphényles (PBB) trouvés dans 13 à 21 % des mêmes sérums et avec le dichlorodiphényltrichloroéthane (DDT) retrouvé dans plus de 70 % de ces échantillons. Dans ce cas, le lait maternel s'est avéré être la principale source d'exposition des nourrissons. Les chercheurs alertaient aussi sur le fait que dans tous les cas, au moins un congénère organochloré présent était documenté comme étant « hautement toxique ». Cette étude concluait donc à un impact inévitable « sur plusieurs générations » de l'exposition des mamans et futures mamans aux polluants organiques persistants de l'environnement[67], d'autant qu'on craint aussi que les PCB soient reprotoxiques[68].
- Des anomalies congénitales (peau, muqueuse et phanères) sont survenues chez des enfants contaminés in utero, c'est-à-dire durant la grossesse (par huile contaminée par des PCB)[69],[70]. En 1979, 2 000 personnes furent intoxiquées à Yu-Chen (Taïwan) de la même manière[71].
- Dans les années 1980 à 1990, les effets délétères d'une exposition prénatale étaient confirmés et mesurés (ex. : taille, poids et âge gestationnel[72] du nouveau-né), de même pour les retards de développement du très jeune enfant[73], et pour des retards de développement cérébral et intellectuel du jeune enfant[74], et l'on démontrait que le lait maternel est bien un facteur de contamination des nourrissons[6] et qu'une contamination transplacentaire mère-enfant existait aussi[6]. Des déficits cognitifs étaient, chez de jeunes enfants corrélés avec des contaminations aux PCB[74] et l'on montre que l'allaitement, par ailleurs habituellement considéré comme favorable au développement de l'enfant[75] est une des causes de contamination[6]. La croissance et l'activité de l'enfant sont également affectées[76]
- Une contamination in utero « à des teneurs légèrement supérieures à celles auxquelles la population générale est exposée »[77], laisse aussi des séquelles neurologiques, parfois graves (se traduisant notamment par un retard intellectuel et de développement d'abord observés chez le nourrissons et le jeune enfant. Plusieurs études[78] sur des enfants d'âge scolaire[79] ont ensuite clairement montré que ces effets peuvent persister à l'âge scolaire, en perturbant notamment l'apprentissage de la lecture et de l'arithmétique. L'exposition prénatale aux PCB est corrélé à des scores de QI, un déficit de l'attention chez l'enfant[80], des troubles du langage et de la mémorisation (mémoire visuelle y compris[81]). Les effets différés sur le développement étaient déjà confirmés chez le singe en laboratoire[82] et chez le rat (avec - in utero - des périodes-clé de vulnérabilité)... Des constats similaires sont faits chez l'enfant humain ; Les enfants les plus exposés d'un des panels d'étude ont été trois fois plus susceptibles d'avoir de faibles scores de QI, et ils avaient deux fois plus de risques d'être « au moins deux ans en retard » en matière de compréhension en lecture.
Des quantités importantes de PCB sont transférées par l'allaitement de la mère à l'enfant, mais quand il y a eu contamination utérine, les déficits intellectuels sont nettement associés à l'exposition transplacentaire dont les mécanismes sont mieux compris[83], ce qui laisse penser que le développement cérébral du fœtus est particulièrement vulnérable à ces composés.
- L'exposition aux PCB semble avoir des effets cognitifs défavorables, mais peut-être seulement chez les personnes âgées. Les femmes âgées appartenant au tiers le plus contaminé présente un vieillissement cognitif équivalent à environ 9 ans, par rapport au tiers le moins contaminé[84].
- Une étude menée par une équipe suédoise[85], a comparé l'épaisseur de la carotide de 1 016 personnes âgées de 70 ans avec l'imprégnation de 23 POP. Selon cette étude, les PCB 153, 156, 157, 170, 180, 206 et 209 augmenteraient le risque d'artériosclérose. Les PCB les plus chlorés (PCB 194, 206 et 209) seraient les plus perturbants, principalement sur l'échogénicité (capacité à renvoyer un écho) de l’intima-media de la paroi carotidienne, cette mesure étant utilisée comme marqueur précoce de l'artériosclérose.

#### Dans l'environnement
- Certaines zones étant plus contaminées que d'autres (régions industrielles ou d'incinération et leur aval (éolien ou hydraulique) dans le bassin versant, zones d'apports de déchets), les populations pauvres sont souvent plus exposées (inégalités écologiques[86]).
- Dans tous les compartiments sol et eau, ainsi que dans les écosystèmes, les PCB comptent parmi les polluants les plus fréquents, les plus présents et les plus durables[87], ce qui laisse augurer des problèmes futurs graves et mal anticipés[88] ; en effet, la toxicité des polychlorobiphényles et celle de leurs produits de dégradation en molécules hautement toxiques et particulièrement stables (des furanes principalement), notamment sous l'effet de hautes températures, lors de leur incinération ou d'incendies est une information qui ne semble avoir été que tardivement partagée et diffusée dans le public. Les scientifiques avaient cependant montré ou constaté que ces molécules étant très peu biodégradables, et très solubles dans les huiles et graisses végétales ou animales. Il s'est avéré que leur rejet diffus dans l'environnement a été massif, et qu'il a entraîné des phénomènes de bioaccumulation préoccupants pour la faune sauvage, d'élevage et pour la santé humaine.
- Ainsi, en mer, les cétacés (Odontoceti, dont cachalots, orques, marsouins et dauphins), ainsi que divers poissons du sommet de la chaîne alimentaire (thon, espadon, etc.) peuvent bioconcentrer ces produits. l'Anguille, poisson amphihalin très gras est également très touchée (voir anguille d'Europe).

Pour ces raisons, depuis les années 1990, les PCB comptent parmi les polluants organiques persistants, dont la production est interdite dans la convention de Stockholm sur les polluants organiques persistants.

### Effets généraux
La plupart des PCB sont des cancérogènes pour l'homme (groupe 1 du CIRC), des perturbateurs endocriniens et/ou des inducteurs enzymatiques susceptibles de perturber le métabolisme.

Ces molécules sont rarement recherchées - hors risques liés à une exposition professionnelle - car les analyses en sont encore très coûteuses et nécessitent une interprétation par un spécialiste. Il est parfois considéré comme un traceur d'autres organochlorés (dioxines, furanes).
Impact immunitaire - Selon une recherche réalisée dans l'archipel des îles Féroé, l'ingestion de PCB par les mères (via la consommation de poisson et de graisse de baleine riche en PCB) induit une réduction des réponses immunitaires chez leurs enfants. Les PCB pouvant être transmis de la mère à l'enfant via le lait maternel, les chercheurs pensent que la majeure partie du transfert pourrait se faire par l'allaitement. Les résultats de cette étude suggèrent que c'est dans la petite enfance que l'impact des PCB est le plus important. Au printemps 2008, l’ASEF (Association santé environnement France) et le World Wide Fund for Nature ont réalisé une campagne de prélèvements sanguins auprès de 52 volontaires pour mesurer l’imprégnation aux PCB des riverains du Rhône consommateurs de poisson, mais aussi de pêcheurs de la Seine et de la Somme. Les résultats obtenus ont été jugés « préoccupants » puisqu’ils témoignent d’une imprégnation des consommateurs de poissons quatre à cinq fois supérieure aux autres groupes tests.

### Toxicocinétique et métabolisme
Sources : Les PCB sont essentiellement absorbés via l'alimentation, mais aussi par inhalation ou passage percutané dans des situations particulières (professionnelles, accidents).

Les PCB les plus lourds (comprenant plus d'atomes de chlore; heptachlorobiphényles) s'accumulent plus dans l'organisme que les PCB peu chlorés, mais ils sont réputés moins toxiques.

On a retrouvé des PCB à tous les niveaux du réseau trophique, surtout dans les tissus adipeux des espèces vivantes situées au bout de celle-ci : poissons, phoques, belugas (cf. Thalassa du 12 juin 2009), oiseaux et finalement l'homme.
Chez l'homme :
- 1 mg·kg-1 de PCB au Canada (tissus adipeux) ;
- 8 mg·kg-1 en France (tissus adipeux) ;
- jusqu'à 10 mg·kg-1 en Allemagne (enquête 1977) ;

Des traces sont trouvées dans le lait maternel.
Ces analyses ont d'abord incité à n'utiliser des PCB qu'en systèmes clos prévus pour pouvoir récupérer, régénérer ou détruire les PCB usagés (et les appareils en ayant contenu)

## Cinétique
Une fois dans l'organisme, les PCB sont biotransformés en métabolites hydroxylés. Une partie est éliminée via les selles et moindrement dans les urines (forme inchangée ou hydroxylée), le reste est stocké dans les tissus gras et le foie.

La Demi-vie dans le sang (plasmatique)  est caractérisée par deux phases, la première dure une quinzaine de jours, avec métabolisation et élimination d'une partie du produit. La seconde durerait plusieurs années.

## En Europe
L’Union européenne a revu à la baisse les concentrations maximales admissibles de PCB dans les poissons destinés à être mangés par l'homme, ce qui a localement induit des interdictions de pêche et/ou de commercialisation de poissons en vue de la consommation (dont le Rhône, la Seine et l'Oise).

## En France
Les PCB ont beaucoup fait parler d'eux à l'automne 2007 à la suite de la médiatisation du problème de la pollution du Rhône par ces produits et en raison d'une étude conduite par les réseaux de surveillance des milieux aquatiques du ministère de l'écologie et des Agences de l'eau. Cette étude confirme en effet que la Seine (aval de Rouen), la Loire, l'Allier, le Rhin, la Moselle, les canaux de l'Artois-Picardie sont également touchés par une pollution chronique par les PCB (sur 852 prélèvements et observations, 40 % sont qualifiés de « préoccupants »). Les sites les plus pollués semblent généralement corrélés avec la présence à proximité ou en amont du bassin de sites industriels suivis par les Directions Régionales de l'Industrie et de la Recherche (DRIRE).
Une carte présentée par Nathalie Kosciusko-Morizet (secrétaire d'État à l'Écologie) et faite par la direction de l'Eau du ministère de l'Écologie, présentant 852 sites moyennement à « extrêmement pollués » montre que le Nord, la vallée de la Seine, et l'Est de la France semblent les plus touchés (31 sites très à extrêmement pollués). En France, environ 500 000 transformateurs et condensateurs au PCB ont été recensés, qui doivent être détruits avant 2010, mais les PCB ont eu d'autres usages mal contrôlés et suivis.

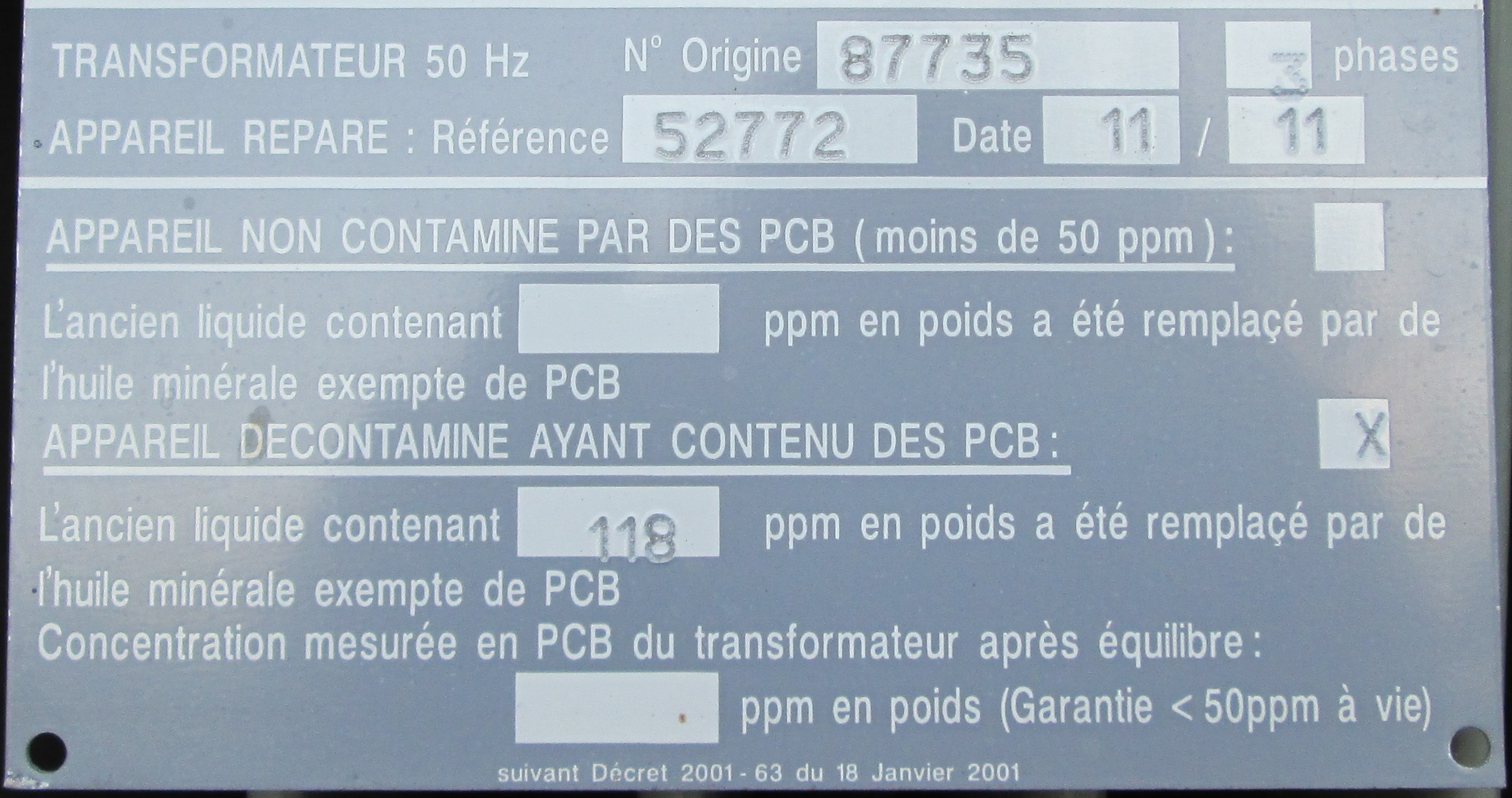
Plaquette informative fixée sur un transformateur de distribution, indiquant sa décontamination (« suivant décret no 2001-63 du 18 janvier 2001 »)

- Les PCB ont été interdits dans les encres, adhésifs, additifs et dans certaines huiles en 1979, mais l'interdiction de vente, acquisition et mise sur le marché d'appareils contenant des PCB n'a été promulguée que huit ans plus tard (1987)[93].
- La transposition d'une directive européenne (décret no 2001-63 du 18 janvier 2001 et directive européenne no 96/59/CE du 16 septembre 1996) conduit à l'établissement d'un inventaire puis d'un plan d'élimination progressif et de décontamination des appareils en contenant. Cette élimination a commencé par les plus anciens, en juin 2004, et devra se terminer, le 31 décembre 2010, par les plus récents. En France toujours, les PCB encore présents sur sites industriels ou décharges doivent être pris en compte par les PREDIS, sous la responsabilité de la DRIRE. La législation est moins claire pour ce qui concerne leur présence diffuse dans l'environnement. C'est en 2003 qu'un plan national de décontamination et d’élimination des appareils contenant des PCB et PCT a produit le calendrier de décontamination des appareils recensés. L'ensemble des appareils présentant une concentration en PCB supérieure à 500 milligrammes par kilogramme devra être éliminé, au plus tard pour le 31 décembre 2010. Ceux dont la concentration en PCB est comprise entre 50 et 500 milligrammes par kilogramme pourront être utilisés au-delà de 2010, mais en fin d'utilisation, ils devront eux aussi être éliminés dans des entreprises agréées. Enfin, les appareils qui contiennent des PCB et PCT en concentration inférieure à 50 milligrammes par kilogramme continuent à pouvoir être éliminés sans précautions particulières au terme de leur utilisation, avec risque de production de petites quantités de dioxines ou furanes en cas d'incinération, ou de contamination environnementale en cas d'abandon ou mise en décharge.
- Un décret[94] cadre leur élimination, par des entreprises qui doivent être agréées. Il existe aussi une liste de laboratoires agréés pour les analyses de PCB. Un arrêté (du 13 février 2001) oblige à déclarer en préfecture des appareils contenant des PCB ou PCT (polychloroterphényles).

Un « plan d'action PCB » (suivi par l’ADEME) vise six priorités :
1. diminuer les rejets (de PCB) ;
2. améliorer la connaissance scientifique sur la cinétique environnementale des PCB dans les milieux aquatiques et les cultures irriguées (avec le SRPV) et gérer cette pollution, voire mettre en œuvre « d'éventuels chantiers de dépollution », avec éventuelle « dépollution in situ » et benchmarking, (suivi par le CEMAGREF, avec invitation du pôle de compétitivité chimie-environnement de Rhône-Alpes (pôle AXELERA) à s'associer aux études) ;
3. mieux contrôler les poissons consommés et établir un dispositif approprié de gestion des risques. Une alimenthèque est prévue pour d'éventuelles futures études rétrospectives ;
4. développer la connaissance des risques sanitaires et leur prévention (via notamment le programme de surveillance imposé par la Directive cadre européenne sur l’eau (DCE), qui demande la recherche des PCB dans les poissons (plan d'échantillonnage, au moins dans les 300 sites répertoriés comme les plus pollués (plus de 10 ng/g MS) ou situés en aval de zones connues comme source ancienne ou contemporaine de PCB), avec suivi d'espèces bioindicatrices. Idem pour les sédiments (un suivi sera poursuivi sur au moins 375 sites en France); L’InVS et l’AFSSA mesureront l’imprégnation des consommateurs des poissons de rivière par les PCB durant 2 à 3 ans pour identifier et quantifier une éventuelle sur-imprégnation des gros consommateurs de poissons de rivière (anguille en particulier) et pour en détecter les principaux déterminants, ainsi que pour mesurer le niveau d’imprégnation des populations sensibles (enfants, femmes enceintes, immunodéprimés, etc.). Des recommandations de consommation de poissons pourront alors être faites, la France n'envisageant pas à ce stade d'appliquer le principe de précaution (par espèces et/ou par zones). Ces données contribueront à la future réglementation communautaire sur les PCB-NDL (discussions européennes en cours en 2008-2009 sur des teneurs maximales dans certains aliments à risque) ;
5. accompagner les pêcheurs professionnels et amateurs impactés par les mesures de gestion des risques ;
6. évaluer la situation et rendre compte des progrès du plan dans tableau de bord (devant être réactualisé tous les 3 mois et en ligne sur le site du ministère de l’écologie) sous l'égide d'un comité national de pilotage et de suivi.

De son côté, l’AFSSA, dans un avis, a proposé une stratégie de prélèvements des poissons de rivière, pour :
1. éviter la consommation de poissons non conformes pour les PCB ;
2. hiérarchiser les risques par espèce de poissons.

Ce plan d’échantillonnage devrait permettre un arbre de décision (page 11 du plan national) permettant trois scénarios de gestion :
1. consommation autorisée, sans restriction pour les espèces « sans risque pour le consommateur » ;
2. toutes les espèces sont probablement contaminées avec un dépassement des limites maximales réglementaires, avec donc un risque pour tout ou partie des consommateurs (interdiction de consommation possible) ;
3. quelques espèces dépassent les limites maximales réglementaires, avec un risque sanitaire pour tout ou partie des consommateurs de ces espèces. Des interdictions restreintes aux espèces et/ou lieux fortement contaminés.

L’AFSSA a déjà recommandé aux populations toxicologiquement les plus sensibles (femmes en âge de procréer, enfants de moins de 3 ans) de manger du poisson deux fois par semaine, mais en diversifiant les espèces et zones de pêche, tout en évitant les poissons « gras » venant des zones connues comme étant les plus contaminées par les PCB.
En 2011, une circulaire donne aux préfets des consignes pour mettre en œuvre des mesures de gestion dans le cadre du plan national d'actions.

## Exemples de contaminations historiques
- La compagnie General Electric aurait déversé aux États-Unis de 94 800 à 590 000 kg de PCB dans le fleuve Hudson, à partir de deux usines de condensateurs respectivement situées près des chutes de l’Hudson, dans l’État de New York et à Fort Edouard (État de New York). Depuis ces PCB ont largement diffusé dans tout le fleuve pour contaminer sa chaîne alimentaire. Environ 200 milles du fleuve Hudson sont pour cette raison retenus par le Superfund américain (programme prioritaire de traitement de sites pollués). En 1976, pour protéger les consommateurs, en raison de la bioaccumulation de PCB dans les poissons et d'autres organismes aquatiques, l’État de New York a interdit la pêche dans l’Hudson supérieur, et la pêche professionnelle de plusieurs espèces dans l’Hudson inférieur. En août 1995, le haut Hudson a été rouvert à la pêche, mais seulement pour les pêcheurs qui remettent à l’eau le poisson pêché.
- De la fin des années 1950 à 1977, Westinghouse Electric a utilisé des PCB dans son usine de condensateurs à Bloomington, dans l'Indiana. Des PCB ont été rejetés dans l’environnement et ont notamment contaminé une station d’épuration locale, dont les boues d'épuration contaminées ont été épandues sur des zones agricoles et de jardins, sur des zones mal identifiées (200 à 2000 sites potentiellement pollués).
- Il semble que plus de 2 millions de livres (pounds) de PCB aient aussi été rejetés dans l’environnement dans les comtés de Monroe et d'Owen, qui seraient à l’origine d’une des plus fortes contamination par les PCB dans le monde. Les autorités fédérales et des États travaillent aux décontaminations et traitement de sols et sédiments pollués, mais de nombreux secteurs sont pollués, et des animaux migrateurs ont pu transporter une part de ces PCB bioconcentrés dans leur organisme, sur de longues distances.
- Dans la soirée du 23 août 1988, vers 20 h 40, un incendie de PCB éclate dans un vieil entrepôt situé à Saint-Basile-le-Grand, petite municipalité située à l'est de Montréal. Des dizaines de milliers de litres de PCB brûlent et créent une épaisse fumée hautement toxique. Le sol, l’air et l’eau furent contaminés et les 3 500 habitants évacués ne purent pas regagner leur domicile avant 18 jours. Dix ans plus tard, après de longs et houleux débats, la municipalité commença à se débarrasser des PCB restants. Le tout fut envoyé à l'usine de Swan Hills, en Alberta, où ils furent incinérés.
- En France, des années 1990 aux années 2000, des quantités importantes de PCB ont été régulièrement déversées dans le Rhône, en particulier par l'usine de retraitement de déchets Trédi située a Saint-Vulbas dans l'Ain (01) habilitée à traiter les PCB, contaminant ainsi plus de 300 km du fleuve, du nord de Lyon à son embouchure en Camargue. Selon une étude du CEMAGREF, les valeurs limites de l'OMS sont souvent dépassées dans le poisson, aussi la consommation humaine de poisson y a été interdite le 22 février 2007[98],[99]. La médiatisation de cette pollution a suscité de nombreuses réactions de pêcheurs, associations (dont le WWF) et de collectivités, dont le conseil régional Rhône-Alpes, qui s'étonnent que l'État n'ait pas pris de décisions plus précoces[100]. En France, CAP21 demande une évaluation nationale de la contamination[101].
La contamination semble assez générale, touchant parfois tout le bassin versant et la haute montagne. Ainsi le 2 avril 2008, les préfets de Savoie et de Haute-Savoie ont-ils dû interdire la pêche (pour consommation et commercialisation) de l'omble chevalier (Salvelinus alpinus) dans le Lac du Bourget, en raison de taux très élevés de polychlorobiphényles (PCB) et dioxines « supérieure aux normes réglementaires pour deux poissons issus du lac, les rendant impropres à la consommation humaine et animale[102] », ainsi que dans les lacs Léman et d’Annecy, « jusqu’à ce qu’il soit établi par des analyses officielles que ces mesures ne s’avèrent pas utiles à la maîtrise du risque pour la santé publique » en attendant qu'une enquête de l’Agence française de sécurité sanitaire des aliments (Afssa) précise l'ampleur du problème (la pêche sans consommation du poisson reste autorisée, ainsi que la baignade et les sports nautiques, car les PCB sont peu solubles dans l’eau).
- En mars 2013, le ministère de l'Environnement du Québec apprend que la compagnie Reliance, située à Pointe-Claire sur l'île de Montréal, spécialisée dans le reconditionnement de transformateurs électriques, a déversé environ 1 000 litres de PCB dans le réseau d'égout et le lac Saint-Louis.
- En février 2024, entre 15000 et 17000 litres d'huiles de refroidissement de quatre transformateurs d'Infrabel, contenant des PCB, ont été accidentellement déversés dans la Mellier (sous affluent de la Semois) à Marbehan en Belgique[103].

## Formules chimiques et nomenclature des molécules de PCB

Structure chimique des polychlorobiphényles

### Homologues
Les PCB sont des molécules de biphényle dans lesquelles des atomes de chlore remplacent des atomes d'hydrogène. La molécule de biphényle possédant dix atomes d'hydrogène (dans les positions 2 à 6 et 2' à 6'), les PCB comportent un nombre d'atomes de chlore qui varie de 1 à 10.
On appelle « homologues », les dix degrés de chloration, nommés monochloro-biphényl, dichloro-biphényl... nonachloro-biphényl et décachloro-biphényl.

### Classification ou numérotation des congénères
Il existe 209 congénères chimiques parmi les PCB, correspondant chacun à l'une des 209 combinaisons possibles dans la répartition des atomes de chlore, sur la molécule de biphényle.

Ils peuvent être classés dans deux catégories selon leurs propriétés toxicologiques :

12 d'entre eux présentent des propriétés toxicologiques comparables à celles des dioxines. On les dit « PCB de type dioxine ». 
/Les autres PCB ont un profil toxicologique différent.
L'utilisation de la nomenclature chimique classique, pour les PCB, donne des noms trop lourds à manipuler. Par exemple, le plus chloré des PCB est nommé « 2,2',3,3',4,4',5,5',6,6' décachloro-biphényle ». Pour simplifier cette désignation, en 1980, Ballschmiter et Zell ont introduit une numérotation de 1 à 209 des différents congénères. Ainsi, le décachloro-biphényl est usuellement désigné sous la forme C209, PCB209 ou PCB-209. Ce système de désignation a été universellement adopté, avec toutefois quelques variantes, supprimées au début des années 1990.
Remarque : les trois premiers congénères ne comportant qu'un seul atome de chlore, ne sont pas « polychlorés », mais par simplification, on les compte quand même parmi les biphényles polychlorés. Par le même processus de simplification, on rencontre également la notation PCB-0, pour désigner le biphényle non-chloré.

### Nomenclature
Pour presque tous les congénères, il existe plusieurs notations possibles, correspondant à la même structure moléculaire. Ces différences ont trois origines :
- il n'y a pas de haut ou de bas dans une molécule : le 2 monochloro-biphényle correspond à la même molécule que le 6 monochloro-biphényle ;
- il n'y a pas davantage de gauche ni de droite : le 4 monochloro-biphényle correspond à la même molécule que le 4' monochloro-biphényle ;
- enfin, la liaison 1-1', permet la rotation d'un phényle par rapport à l'autre : le 2,2' dichloro-biphényle correspond donc à la même molécule que le 2,6' dichloro-biphényle.

Deux listes de noms sont proposées : celle de l'IUPAC et celle de Ballschmiter et Zell (BZ). Dans ces deux listes, pour chaque congénère, on choisit le premier nom parmi les noms possibles, en les classant comme dans les classements alphabétiques (classement séquentiel de gauche à droite), dans l'ordre suivant : 2, 2', 3, 3', 4, 4', 5, 5', 6, 6'.
Dans le système BZ, pour minimiser le nombre de « prime », on remplace ce premier nom par le suivant, lorsque celui-ci présente les mêmes chiffres mais avec un nombre de « prime » inférieur. Cette règle ne concerne que dix congénères, à l'origine de la différence entre ces deux listes.
C'est la liste de l'IUPAC qui est la plus utilisée.

## Marques et dénominations des mélanges commerciaux de PCB
Des PCB portent un nom commercial (marques) dont certains assez largement connus pour être passés dans le langage courant.
Des PCB ont ainsi été vendus aux États-Unis sous le nom Asbestol, Bakola131, Chlorextol ou plus souvent d'Aroclor (marque de Monsanto). On l'a trouvé sous le nom de Phenochlor et Pyralène en France (par Prodelec). On l'a appelé Askarel aux États-Unis et Royaume-Uni, Apirolio en Italie. Bayer l'a vendu sous les noms de Clophen aux États-Unis et en Allemagne, Delor en Tchécoslovaquie, Fenclor en Italie, Hydol aux États-Unis. Westinghouse l'a vendu sous le nom de Inerteen aux États-Unis. Kanegafuchi l'a vendu comme Kanechlor au Japon et Noflamol aux États-Unis. General Electric l'a vendu comme Pyranol et Pyrenol aux États-Unis, et Pyroclor au Royaume-Uni, Saft-Kuhl aux États-Unis, Sovol et Sovtol dans l'ex-URSS et Therminol aux États-Unis,.
Différents mélanges commerciaux peuvent être principalement caractérisés par leur degré de chloration. Lors de l'analyse qualitative des PCB, il est généralement fait référence à la gamme de Monsanto pour les désigner.
Cette gamme est composée des Aroclor 1221, 1232, 1016, 1242, 1248, 1254, 1260, 1262 :
- les deux derniers chiffres correspondent au pourcentage massique de chlore dans le mélange. Par exemple, 60 % de la masse de l'Aroclor 1260 est constituée de chlore ;
- les deux premiers chiffres correspondent au nombre d'atomes de carbone présents dans la molécule. Ils sont toujours au nombre de 12 dans les PCB ;
- l'Aroclor 1016 constitue une exception à cette nomenclature. Il s'agit d'un mélange légèrement moins chloré que l'Aroclor 1242, et fabriqué avec un procédé permettant de réduire le taux d'impuretés nocives.

## Méthode d’analyse
Détermination des biphényles polychlorés par congénères : dosage par chromatographie en phase gazeuse couplée à un spectromètre de masse (GC-MS). Cette technique analytique, par exemple retenue par le Laboratoire d’analyse et d’étude de la qualité du milieu du Centre d’expertise en analyse environnementale du Québec, est utilisée pour le dosage des PCB par congénère dans les eaux souterraines, les eaux de surface et les eaux de consommation.
Le dosage consiste à rapporter spécifiquement 41 congénères de PCB qui sont ciblés soit pour leur toxicité, soit pour leur persistance dans l’environnement. Les congénères convoités peuvent servir à générer des facteurs de réponse moyens qui permettent de calculer la concentration des autres PCB présents dans l’échantillon. Un total, défini comme « PCB totaux », est obtenu par la somme des 41 congénères spécifiques et des autres PCB non étalonnés. Les matrices utilisées sont les eaux souterraines, les eaux de surface ainsi que les eaux de consommation.

### Principes
- Prélèvement de conservation de l’échantillon : le prélèvement d’un échantillon représentatif soumis à l’analyse est toujours réalisé dans un contenant en verre exempt de contaminant. Les eaux peuvent alors être conservées pendant 21 jours à une température de 4 °C.
- Traitement de l'échantillon : le traitement repose sur une extraction liquide/liquide avec de l’hexane à l’aide d’une ampoule à décanter. Il est réalisé pour une solution témoin et une solution témoin fortifiée avec l’ajout de PCB. La purification de l’extrait par chromatographie sur colonne de silice est facultative. Or, si elle s’avère nécessaire, il faut tout d’abord procéder au conditionnement de la colonne à l’aide du méthanol et de l’acétone. Ensuite, l’élution est réalisée par le biais d’hexane.
- Interférences : les interférences lors de cette analyse sont notamment rencontrées par les contaminants contenus dans les solvants, les réactifs, la verrerie ou l’appareillage en général. De plus, il se peut que des contaminants organiques soient à la source de ces interférences, cependant ils peuvent être éliminés par une simple procédure de purification.
- Dosage : le dosage des extraits est réalisé par GC-MS et il est applicable pour les solutions étalons ainsi que pour les échantillons. La solution d’étalonnage permet d’évaluer si la colonne offre une résolution chromatographique adéquate. Le mode de détection par spectrométrie de masse en « ions sélectifs », quant à lui, a pour objectif d’atténuer l’effet ou du moins l’importance des interférences.

### Conditions chromatographiques
- Injecteur : mode split-splitless, isotherme 280 °C, avec « pressure pulse » (35 lb/po²)
- Colonne : DB5-MS d’une longueur de 30 m, diamètre 0,25 mm : phase stationnaire : 0,25 μm ; débit de colonne : 1,0 ml/min (hélium)
- Température initiale : 60 °C durant 1 min
- Mode d’ionisation : impact électronique
- Détecteur : MS (interface 300 °C)
- Volume d’injection : 1 μl

### Critères d’identification des PCB et expression des résultats
- Le temps de rétention des PCB recherché ne doit pas dépasser de ± 2 secondes le temps de rétention prévu, soit celui de l’étalon.
- Le rapport isotopique observé doit être à l’intérieur de l’intervalle (rapport isotopique prévu ± 30 %).
- Finalement, tous les ions recherchés doivent être présents. Le calcul des PCB totaux est obtenu par la sommation des 41 congénères et des PCB non-étalonnés et les résultats des congénères spécifiques sont rapportés avec leur limite de détection pratique[107].